# Гуляев, Николай Иванович
Николай Иванович Гуляев (23.07.1900 — ?) — советский военный инженер, специалист в области оповещения и связи, лауреат Сталинской премии 1952 года.
Родился 23.07.1900 в д. Криуша Нижегородской губернии (сейчас Дальнеконстантиновский район).
С августа 1919 по 1922 г. служил в РККА, участник Гражданской войны (Южный фронт).
С 1941 по 15.08.1959 на военной службе, инженер-подполковник.
Во время Великой Отечественной войны — старший помощник начальника 3-го отдела Управления связи Западного фронта ПВО. Награждён орденом Красной Звезды (21.02.1944) и медалью «За победу над Германией в Великой Отечественной войне 1941—1945 гг.» (09.05.1945).

После войны служил в Управлении ВНОС (Войска воздушного наблюдения, оповещения и связи), ГУИА ПВО ТС (Главное управление истребительной авиации противовоздушной обороны территории страны).
Лауреат Сталинской премии 1952 года в области науки — за исследования в области техники.
Уволен с военной службы 15.08.1959.